# Les Torres del Pepe (Mediona)
Les Torres del Pepe és un conjunt de dues cases de Mediona (Alt Penedès) incloses a l'Inventari del Patrimoni Arquitectònic de Catalunya.

## Descripció
Les cases estan situades dins del nucli urbà de Sant Joan de Mediona. Són habitatges unifamiliars, amb jardí al voltant o a la part davantera. Es componen de planta baixa i un pis. En general responen al llenguatge arquitectònic de l'eclecticisme i el modernisme.